# 李伯遇
李伯遇（？—？），字載純，號南源，福建泉州府晉江縣人，軍籍，明朝政治人物。

## 生平
嘉靖三十一年（1552年）壬子科福建鄉試第四十名舉人。嘉靖三十二年（1553年）聯捷癸丑科三甲第一百二十名進士。吏部观政，授浙江平阳知县，升大理寺评事。隆庆二年（1568年）官廣東惠州府知府。不事私蓄，剩余俸禄全部给予兄长。清道光《晋江县志》有传。

## 家族
曾祖李富；祖父李瑛；父李雄，母陳氏。